# Chemin de fer Berne–Neuchâtel
Le Chemin de fer Berne–Neuchâtel (abrégé BN) est une ancienne compagnie de chemin de fer suisse, et une ligne ferroviaire qui relie les villes homonymes, chefs-lieux des cantons de Berne et de Neuchâtel. Elle est en service depuis le 1er juillet 1901.

## Historique
Le premier train a circulé sur la ligne le 1er juillet 1901. L'entreprise faisait partie des chemins de fer co-exploités par le BLS, avec le Gürbetal–Berne–Schwarzenburg (GBS) et le Spiez–Erlenbach–Zweisimmen (SEZ). Les quatre compagnies ont fusionné en juin 1997 sous l'identité unique BLS.

## Infrastructure

### Électrification
L'électrification à la tension de 15 kV - 16 ⅔ Hz standard sur le réseau ferré suisse entra en service le 14 mai 1928.

### Double voie
Initialement à voie unique, la ligne est progressivement équipée de la double voie. Actuellement, les tronçons suivants sont équipés :
- Berne–Gümmenen
- Anet–Fanelwald

Après la mise en service en décembre 2016 du nouveau tunnel de Rosshäusern et de l’élargissement du viaduc de Gümmenen (2021), la double voie a pu être prolongé de Rosshäusern à Gümmenen. 